# Kélo
Kélo este un oraș din Ciad.

## Populație
| An   | Populație |
| ---- | --------- |
| 1993 | 31.319    |
| 2008 | 44.828    |